# Sant Pere d'Ardesa
Sant Pere d'Ardesa és una església romànica al municipi de Rubió, Anoia, a l'antic terme de Sant Pere d'Ardesa. És un edifici protegit com a bé cultural d'interès local.

## Situació
Sant Pere d'Ardesa és al sector sud del terme municipal de Rubió. És a la falda del Puig de Sant Miquel, a la cara sud-oest, pròxima a Can Tudó. Una de les rutes d'accés a l'església és a través de la BV-1037, a la qual es pot accedir des del trencall que porta al nucli de Rubió del quilòmetre 55 de la N-II, entre Calaf i Copons. En el 2 km del BV-1037 es pren el trencall a mà dreta que condueix a Can Tudó i que s'estén fins a l'església a través d'un camí ben senyalitzat. Aquesta disposa d'una petita nau amb absis semicircular a la capçalera. Durant molts anys ha estat en un estat de semi-ruïnes, però actualment està restaurada.

## Descripció
És un edifici d'una sola nau amb un absis semicircular a l'est amb uns ressalts simples. Més endavant, l'absis va ser separat de la nau amb un envà que va obligar a avançar el presbiteri. És probable que la volta de l'absis original estigués feta de pedra amb un quart d'esfera. En els vestigis dels paraments s'hi intueix l'existència d'uns ressalts als laterals que és probable que sostingueren els arcs de reforç de la nau. L'absis està decorat amb lesenes i arcuacions llombardes. L'edifici va restar abandonat amb el sostre esfondrat durant molts anys i en un estat de semi-ruïnes, fins que va ser restaurada l'any 2009.

## Història
La primera font documental que cita el castell d'Ardesa data de 989; era una venda d'un alou al bisbe Sala, de la Seu d'Urgell, per part del senyor Sala i la seva dona Trasgonça. En el cas de l'església, la primera constància és d'un testament de Bernat Ramón de l'any 1082 on llegava 10 unces d'or. La primera constància que es té de l'església com a parròquia data de la primera meitat del segle xi i era un llista parroquial del bisbat de Vic. L'església es consagrà el 1192. Les funcions parroquials es creu que es mantingueren fins a mitjans del segle xii, possiblement perquè Sant Pere passà a ser sufragània de Santa Maria de Rubió.
Fou sufragània de Rubió des del segle xv. Perdé la categoria parroquial vers la meitat del segle xix. Pertanyé sempre a la jurisdicció dels castell de Rubió. Actualment està en molt mal estat.